# Pipra Pra.Pi
Pipra Pra.Pi – gaun wikas samiti we wschodniej części Nepalu w strefie Sagarmatha w dystrykcie Siraha. Według nepalskiego spisu powszechnego z 2001 roku liczył on 897 gospodarstw domowych i 5692 mieszkańców (2743 kobiet i 2949 mężczyzn).